# Margareten
Margareten es el quinto distrito de Viena, Austria. Está ubicado a poca distancia al sur del distrito centro y del río Danubio, y fue establecido en el año 1850. A 1 de enero de 2016, tenía 54 940 habitantes en un área de 2,03 km². Después de la Segunda Guerra Mundial, perteneció durante diez años al sector británico de Viena. En este distrito se sitúa la iglesia St. Josef.

## Galería de imágenes

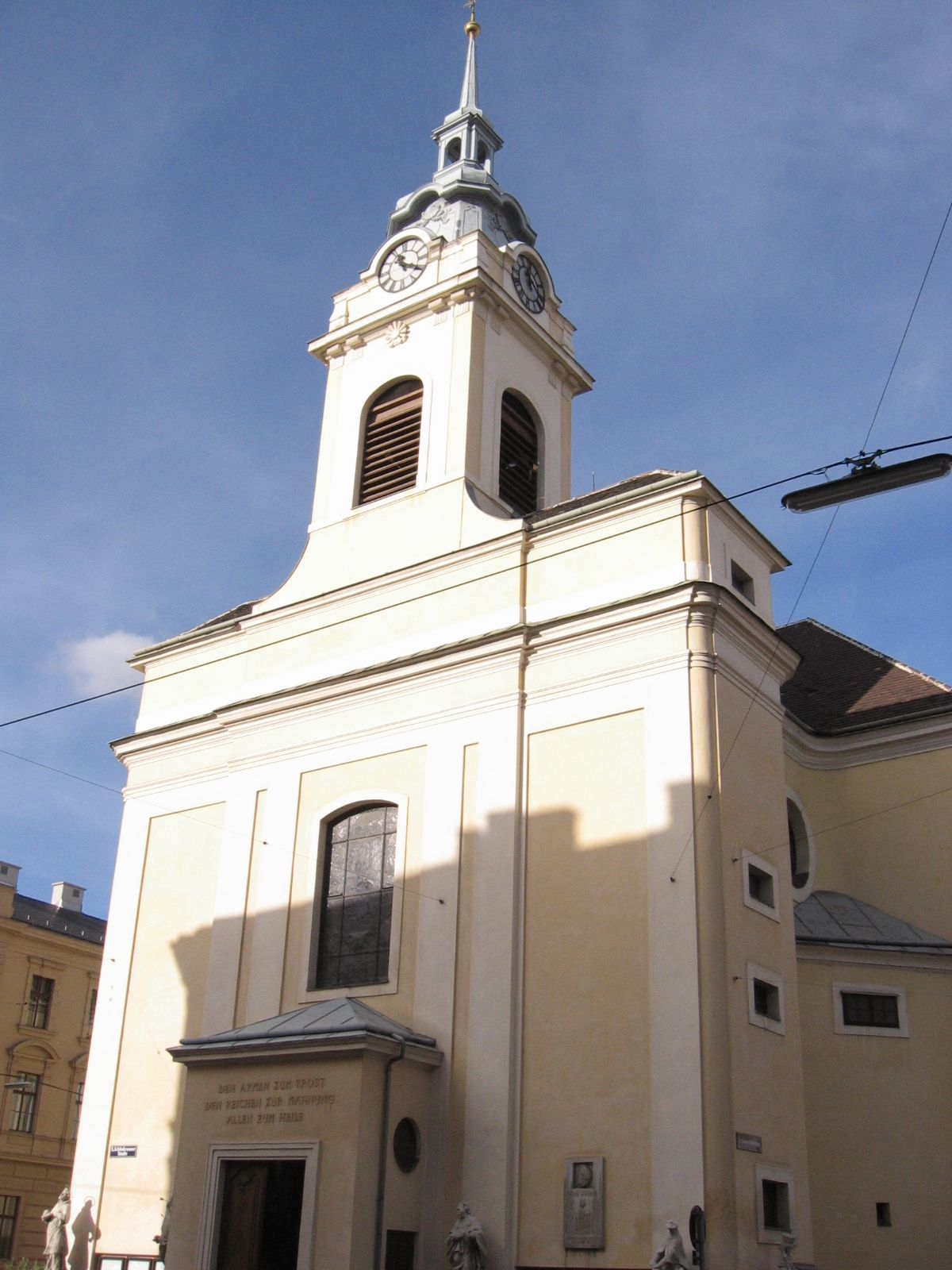
Iglesia de St. Joseph
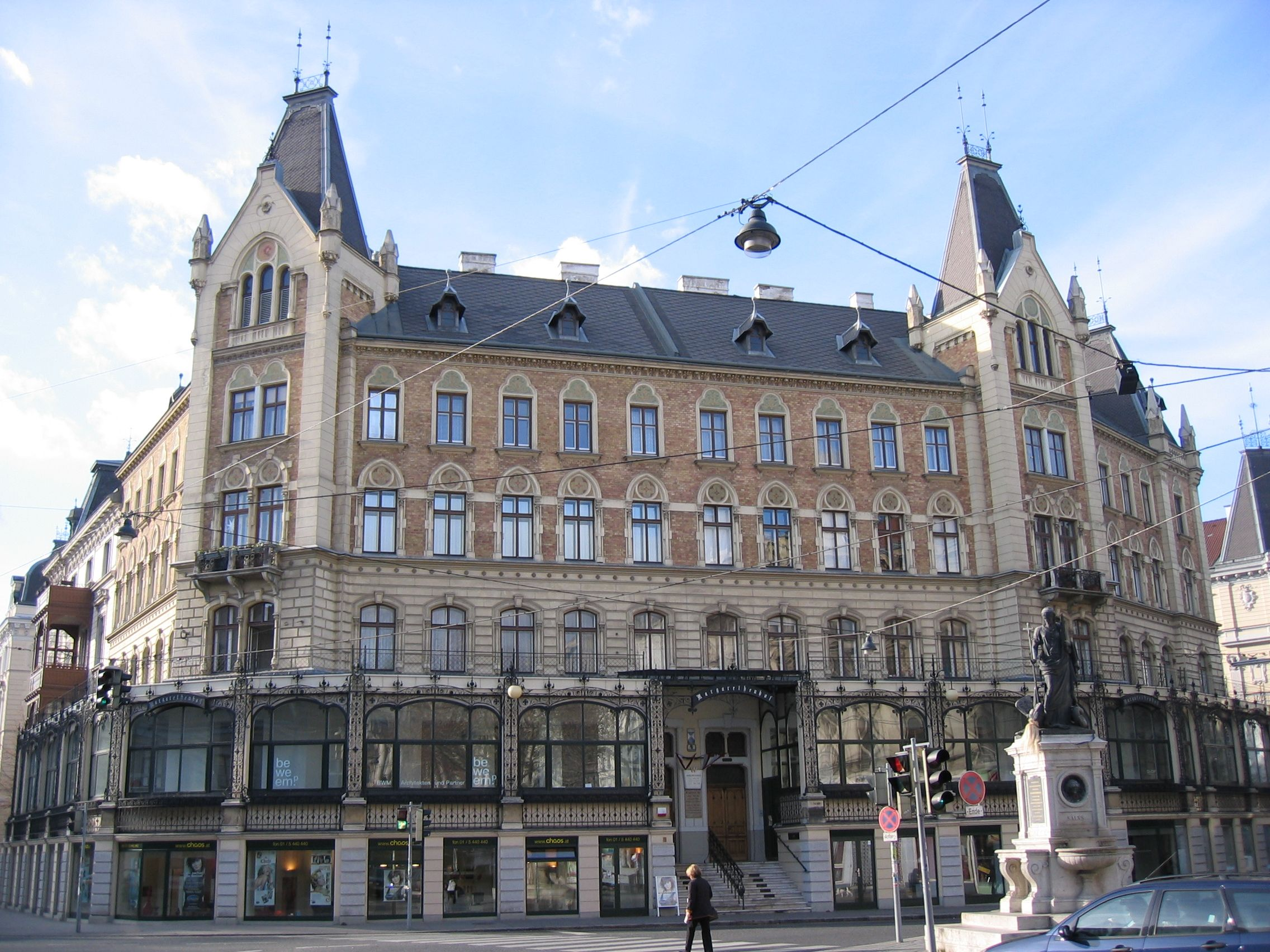
Margeretenhof-Brunnen